# Базилозавр
Базилозаври — рід китоподібних, що жили в еоцені між 40 і 37 млн років тому. Їхні скам'янілі рештки були вперше виявлені на півдні Сполучених Штатів в Алабамі та спершу вважалися залишками морського плазуна, чим пояснюється нехарактерна для ссавців кінцівка назви «-завр». Скам'янілості принаймні двох інших видів цього роду були пізніше знайдені в Єгипті та Пакистані. Базилозаври мали у середньому 20 м завдовжки (максимум 25 м), їхнє тіло було більш витягнуте і звужене, ніж у будь-якого різновиду сучасних китів. Надзвичайно цікавою для палеонтологів рисою є наявність у базилозаврів рудиментарних задніх ніг.

## Історія вивчення
На початку XIX сторіччя скам'янілі кістки базилозаврів в Луїзіані та Алабамі знаходили так часто і вони були такі великі, що місцеві жителі використовували їх як меблі. Один такий хребець був надісланий до Американського Філософського Товариства суддею Браєм, котрого непокоїло бездумне знищення місцевими жителями важливих для науки знахідок. Скам'янілість потрапила до рук доктора Ричарда Харлана, котрий дійшов висновку, що вона належить плазуну 45 метрів завдовжки, якого він назвав базилозавром (в перекладі «царський ящір»).
Британський дослідник Сер Ричард Оуен, після вивчення пізніших знахідок хребта, фрагментів щелепи, передніх кінцівок та ребер довів, що ця тварина є ссавцем, а не плазуном. Оуен запропонував для неї нову назву Zeuglodon cetoides («хомутозуб китоподібний»), яка зараз вживається поряд з історичною назвою. Нова назва відбиває характерну будову зубів з подвійними коренями, що є типовим для морських ссавців. 
В 1845 році про велетенські кістки з Алабами прознав «доктор» Альберт Кох і вирішив зібрати повний скелет тварини. Згодом йому вдалося сконструювати гігантський скелет «морського змія» 34 м завдовжки, котрий він показував публіці спочатку у Нью-Йорку, а потім у Європі. Як виявилося пізніше, цей скелет був зібраний з кісток, що належали п'яти різним тваринам, деякі з котрих взагалі не були базилозавром. Скелет був знищений під час великої чиказької пожежі.

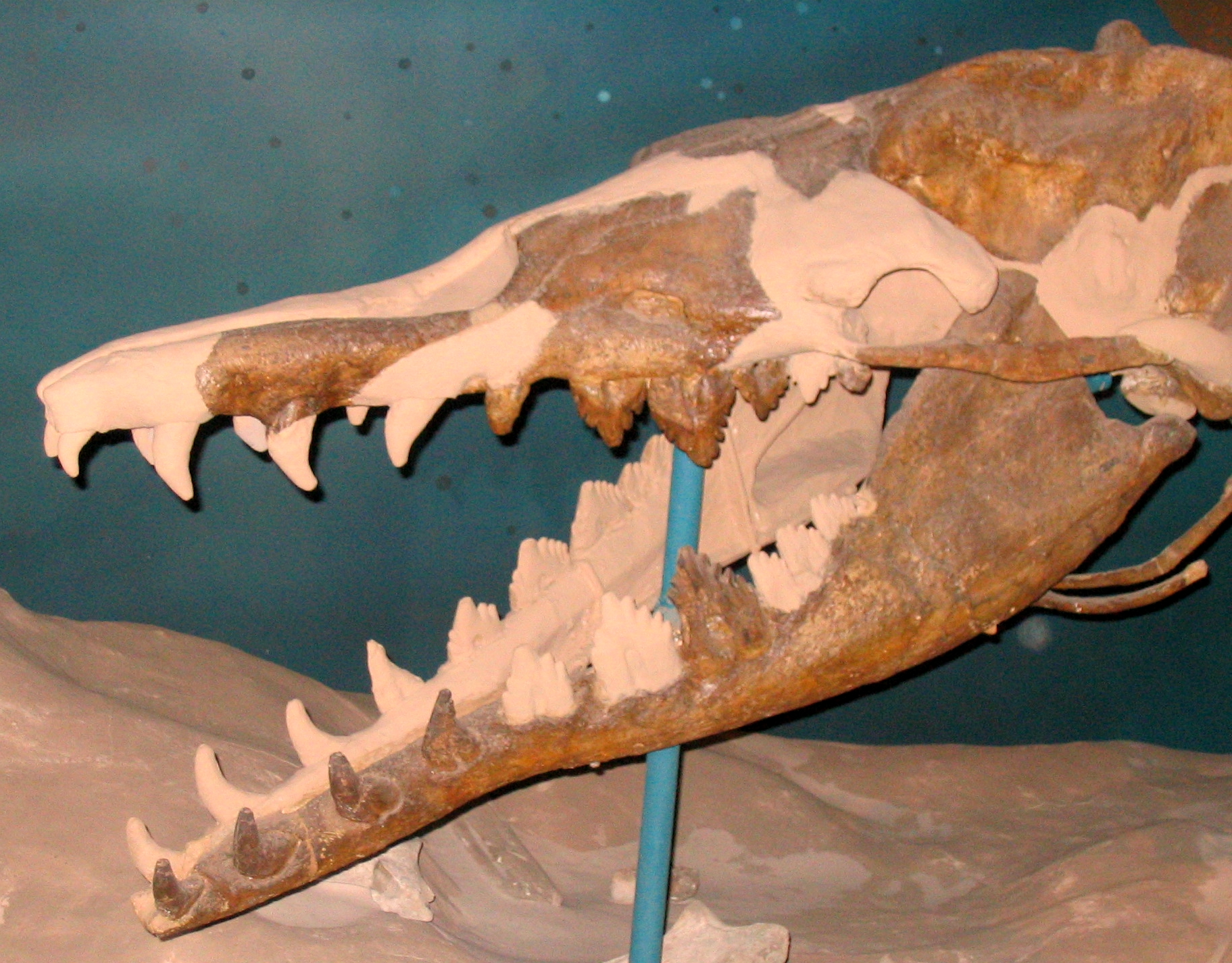
Череп базилозавра

Скам'янілі рештки іншого виду, Basilosaurus isis, були знайдені в Єгипті в долині Ваді аль-Хітан. Численні єгипетські знахідки надзвичайно добре збереглися і включають навіть кістки задніх ніг. Палеонтолог Філіп Гінгеріх, який організував декілька експедицій до цієї долини, вважає, що враження від знахідок за давніх часів саме таких велетенських скелетів могло призвести до виникнення єгипетського культу бога-крокодила. Рештки ще одного виду, Basilosaurus drazindai, були знайдені в Пакистані. Викопний вид Basiloterus husseini вважається його близьким родичем, але він має менш витягнуте та звужене тіло.
У 1955 році на київській Куренівці, в кар'єрі другого цегельного заводу (нині — Сирецька вул., 33) знайдено добре збережений кістяк базилозавра, який нині експонується в Палеонтологічному музеї НАН України.

## Палеобіологія
Найбільш вражаючою рисою базилозавра є будова його надзвичайно витягненого скелета. Цей ефект досягається шляхом безпрецедентного подовження його хребців; воно вважається максимумом, якого теоретично можуть досягти китоподібні на шляху еволюційного перетворення у змію. Переміщувався базилозавр також у незвичайний спосіб — за допомогою змієвидних згинань хребта, що нагадує рух вугра, тільки не в горизонтальній, а в вертикальній площині. Філіп Гінгеріх вважає, що базилозавр для переміщення міг певною мірою користуватися також і горизонтальними згинаннями хребта, що взагалі нехарактерно для китоподібних. Будова скелету хвостової частини дозволяє припустити наявність невеликого хвостового плавця, котрий, як вважається, допомагав тільки при вертикальному пересуванні. Більшість реконструкцій припускає також наявність малого спинного плавця, але щодо нього серед дослідників немає згоди — деякі спеціалісти вважають, що базилозавр мав на спині нерухомий гребінь.
Знаменною частиною анатомії базилозавра є задні ноги приблизно 60 см завдовжки, які безсумнівно не могли використовуватися для пересування 18—27-метрової тварини. Аналіз показує, що ноги могли знаходитися лише у двох фіксованих позиціях. Виглядом вони нагадують рудиментарні ноги деяких удавів боа, що їх вони використовують під час копуляції для фіксування тіла партнера. Цілком імовірно, що базилозаври користувались своїми ногами для цієї ж потреби.
Хребці базилозавра були порожнисті та, імовірно, заповнені рідиною. Це, а також порівняно слабкий розвиток осьової мускулатури і досить тонкі кістки скелета дозволяють зробити висновок, що базилозаври жили переважно у поверхневому шарі моря і не були спроможні занурюватися на великі глибини, як більшість сучасних китів. Також не вважається імовірним, щоб вони були спроможні до будь-якого пересування по суші.
У черепі базилозавра 1,5 м завдовжки не було достатньо місця для розміщення органів ехолокації, що їх мають сучасні зубаті кити, і їхній мозок також буз значно меншого розміру. З цього робиться висновок про відсутність у них соціальних здібностей, характерних для сучасних китоподібних; базилозаври, скоріше за все, були одиночними тваринами.
Одного часу вважалося, що базилозаври мали щось на зразок зовнішньої кісткової броні, але потім було з'ясовано, що за броню були прийняти рештки черепахових панцирів, знайдені поруч з кістками китів. Деякі криптозоологи вважають, що базилозаври чи їхні еволюційні нащадки дожили до наших часів, і саме вони відповідальні за легенди та повідомлення про зустрічі з морським змієм. Але викопні свідоцтва закінчуються 37 млн років тому, і немає ніяких достовірних доказів їхнього подальшого існування.

## У масовій культурі
Базилозаври засобом комп'ютерного моделювання та анімації були відтворені в другій серії фільму Бі-Бі-Сі «Прогулянки з доісторичними тваринами».